# Die Simpsons/Staffel 26
Die 26. Staffel der US-amerikanischen Zeichentrickserie Die Simpsons wurde vom 28. September 2014 bis zum 17. Mai 2015 auf dem US-amerikanischen Sender Fox ausgestrahlt. Die deutschsprachige Erstausstrahlung fand vom 18. August 2015 bis zum 15. März 2016 beim deutschen Free-TV-Sender ProSieben statt.
Es ist die letzte Staffel mit Norbert Gastell als Synchronsprecher für Homer Simpson, da er am 26. November 2015 verstarb. Auch spricht Ulrich Frank das letzte Mal Ned Flanders.

## Episoden
| Nr. (ges.) | Nr. (St.) | Deutscher Titel                | Originaltitel                 | Erstausstrahlung USA | Deutschsprachige Erstausstrahlung (D) | Regie             | Drehbuch                       | Zuschauer (USA) | Prod. Code |
| --- | --------- | ------------------------------ | ----------------------------- | -------------------- | ------------------------------------- | ----------------- | ------------------------------ | --------------- | ---------- |
| 553 | 1         | Der traurige Clown             | Clown in the Dumps            | 28. Sep. 2014        | 18. Aug. 2015                         | Steven Dean Moore | Joel H. Cohen                  | 8,53 Mio.       | SABF20     |
| 554 | 2         | Wir kentern alle in einem Boot | The Wreck of the Relationship | 5. Okt. 2014         | 25. Aug. 2015                         | Chuck Sheetz      | Jeff Westbrook                 | 4,27 Mio.       | SABF17     |
| 555 | 3         | Super Franchise Me             | Super Franchise Me            | 12. Okt. 2014        | 8. Sep. 2015                          | Mark Kirkland     | Bill Odenkirk                  | 7,33 Mio.       | SABF19     |
| 556 | 4         | Hölle, Tod und Geister         | Treehouse of Horror XXV       | 19. Okt. 2014        | 27. Okt. 2015                         | Matthew Faughnan  | Stephanie Gillis               | 7,76 Mio.       | SABF21     |
| * Schule ist die Hölle: Bart geht auf eine Schule in der Hölle, wo er sich als Musterschüler im Quälen entpuppt. - A Clockwork Yellow: Parodie auf A Clockwork Orange mit Moe in der Hauptrolle - The Others: Die Simpsons der Gegenwart müssen sich mit den Geistern ihrer ursprünglichen Gegenstücke aus der Tracey Ullman Show herumschlagen.                                  |           |                                |                               |                      |                                       |                   |                                |                 |            |
| 557 | 5         | Fracking, Freude, Eierkuchen   | Opposites A-Frack             | 2. Nov. 2014         | 15. Sep. 2015                         | Matthew Nastuk    | Valentina L. Garza             | 4,22 Mio.       | SABF22     |
| 558 | 6         | Simpsorama                     | Simpsorama                    | 9. Nov. 2014         | 22. Sep. 2015                         | Bob Anderson      | J. Stewart Burns               | 6,70 Mio.       | SABF16     |
| 559 | 7         | Fackeln im Sandsturm           | Blazed and Confused           | 16. Nov. 2014        | 29. Sep. 2015                         | Rob Oliver        | Carolyn Omine & William Wright | 6,70 Mio.       | TABF01     |
| 560 | 8         | Covercraft                     | Covercraft                    | 23. Nov. 2014        | 6. Okt. 2015                          | Steven Dean Moore | Matt Selman                    | 3,44 Mio.       | TABF02     |
| 561 | 9         | Der Weingeist der Weihnacht    | I Won’t Be Home for Christmas | 7. Dez. 2014         | 3. Nov. 2015                          | Mark Kirkland     | Al Jean                        | 6,52 Mio.       | TABF03     |
| 562 | 10        | Der Mann, der als Dinner kam   | The Man Who Came To Be Dinner | 4. Jan. 2015         | 13. Okt. 2015                         | David Silverman   | Al Jean & David Mirkin         | 10,62 Mio.      | RABF15     |
| 563 | 11        | Barts neuer Freund             | Bart’s New Friend             | 11. Jan. 2015        | 20. Okt. 2015                         | Bob Anderson      | Judd Apatow                    | 4,28 Mio.       | TABF05     |
| 564 | 12        | Der Musk, der vom Himmel fiel  | The Musk Who Fell to Earth    | 25. Jan. 2015        | 5. Jan. 2016                          | Matthew Nastuk    | Neil Campbell                  | 3,29 Mio.       | TABF04     |
| 565 | 13        | Fett ist fabelhaft             | Walking Big & Tall            | 8. Feb. 2015         | 12. Jan. 2016                         | Chris Clements    | Michael Price                  | 2,78 Mio.       | TABF06     |
| 566 | 14        | Driving Miss Marge             | My Fare Lady                  | 15. Feb. 2015        | 19. Jan. 2016                         | Michael Polcino   | Marc Wilmore                   | 2,67 Mio.       | TABF07     |
| 567 | 15        | Ein Herz und eine Krone        | The Princess Guide            | 1. März 2015         | 26. Jan. 2016                         | Timothy Bailey    | Brian Kelley                   | 3,93 Mio.       | TABF08     |
| 568 | 16        | Sky-Polizei                    | Sky Police                    | 8. März 2015         | 2. Feb. 2016                          | Rob Oliver        | Matt Selman                    | 3,79 Mio.       | TABF09     |
| 569 | 17        | Warten auf Duffman             | Waiting for Duffman           | 15. März 2015        | 9. Feb. 2016                          | Steven Dean Moore | John Frink                     | 3,59 Mio.       | TABF10     |
| Nachdem Duffman einen schweren Unfall hatte, wird Homer dessen Nachfolger. Zu seinem Entsetzen darf er jedoch bei diesem Job nicht trinken, was durch einen implantierten Chip überwacht wird. Er beginnt, die Schattenseiten des Alkohols zu erkennen, und propagiert nur noch alkoholfreies Bier. Daraufhin wird er gefeuert und der wieder genesene alte Duffman zurückgeholt. |           |                                |                               |                      |                                       |                   |                                |                 |            |
| 570 | 18        | Marge will’s wissen            | Peeping Mom                   | 19. Apr. 2015        | 16. Feb. 2016                         | Mark Kirkland     | John Frink                     | 3,23 Mio.       | TABF11     |
| 571 | 19        | Fight Club                     | The Kids Are All Fight        | 26. Apr. 2015        | 23. Feb. 2016                         | Bob Anderson      | Rob LaZebnik                   | 3,33 Mio.       | TABF12     |
| 572 | 20        | Air Force Grampa               | Let’s Go Fly A Coot           | 3. Mai 2015          | 1. März 2016                          | Chris Clements    | Jeff Westbrook                 | 3,12 Mio.       | TABF13     |
| 573 | 21        | Das Schweigen der Rowdys       | Bull-E                        | 10. Mai 2015         | 8. März 2016                          | Lance Kramer      | Tim Long                       | 2,77 Mio.       | TABF15     |
| 574 | 22        | Eins, zwei oder drei           | Mathlete’s Feat               | 17. Mai 2015         | 15. März 2016                         | Michael Polcino   | Michael Price                  | 2,82 Mio.       | TABF16     |